# Samoanski letipas
Samoanski letipas (lat. Pteropus samoensis) je vrsta iz porodice Pteropodidae. Pronađen je u Američkoj Samoi, na Fidžiju i u Samoi (gdje je poznat kao pe'a i pe'a vao). Njegovo prirodno stanište je suptropska i tropska suha šuma. Prijeti mu gubitak staništa.
Samoanski letipas je šišmiš srednje veličine. Gornji dio tijela je svjetlo smeđe boje, s mnogo srebrne dlake, dok je donji dio tijela smeđe boje. Ramena i vrh glave su svijetlo žuti. Nema repa. Duljina glave iznosi 175 do 200 mm, dužina ramena 126 do 133 mm, dužine ušiju 20 do 23 mm, a težina 300-410 grama.

## Rasprostranjenost
Rasprostranjen je u Američkoj Samoi, Samoi i Fidžiju, na otocima: Nanuya, Ofu, Savai'i, Swains, Ta'u, Taveuni, Tutuila, Upolu, Vanua Levu, Viti Levu, a možda i ranije na 'Euaiju. Populacije na Fidžiju su zasebne podvrste. U Samoi je gotovo izumrla vrsta, a na Fidžiju je puno češći. Samoanski letipas je aktivan noću na Fidžiju, a na Samoi danju. Vjerojatno je monogamna vrsta.

## Vanjske poveznice
|  | Zajednički poslužitelj ima još gradiva o temi Pteropus samoensis |
|  | Wikivrste imaju podatke o taksonu Pteropus samoensis             |